# Sinartroza
Sinartroza je vrsta zgloba koja u normalnim uslovima omogućava veoma malo ili nikakvo kretanje između kostiju koje spaja. Većina sinartroznih zglobova su vlaknasti. Šavovi ili suture između kostiju lobanje su primer sinartroze.
Zglobovi šava i Gomfozni zglobovi su sinartroze. Gomfoza, poznata i kao dentoalveolarna sindesmoza, je takođe sinartroza. Ona povezuje zube sa strukturama u maksilarnoj kosti (gornjoj vilici) i mandibuli (donjoj vilici).

## Definicija
Nepokretni ili gotovo nepokretni zglob naziva se sinartroza. Nepokretna priroda ovih zglobova pruža snažnu povezanost između zglobnih kostiju. Ovo je važno na mestima na kojima kosti pružaju zaštitu unutrašnjim organima. Primeri uključuju:
- šavove, vlaknaste zglobove između kostiju lobanje koji je okružuju i štite mozak (
- manubriosternalni zglob, hrskavičasti zglob koji objedinjuje manubrijum i telo grudne kosti radi zaštite srca.

## Vrste
Sinartroza se mogu razvrstati prema načinu na koji se kosti spajaju:
- Gomfoza — vrsta zgloba u kome se konusni klin uklapa u čašicu, na primer, čašicu zuba. Kod ove sinartroze normalno je vrlo malo kretanja zuba u mandibuli ili maksili.[8]
- Sinostoza — je mesto gde se dve kosti koje su u početku razdvojene na kraju spoje, i u osnovi postaju jedna kost. Kod ljudi, kao i kod drugih životinja, ploče lobanje se spajaju sa gustim vlaknastim vezivnim tkivom dok dete prelazi u odraslo  doba. Deca čija se kranijalna ploča prerano spoji, mogu pretrpeti deformacije i oštećenja mozga, jer se lobanja ne širi pravilno kako bi se prilagodila rastućem mozgu, ovo stanje poznato je kao kraniosinostoze.
- Sinhondroza — je hrskavični zglob povezan hijalinskim hrskavicama, kao što se to vidi i na epifiznoj ploči.
- Sindesmoza — je mesto između dve kosti na kome je mnogo više vlaknastog vezivnog tkiva nego u šavu, pa prileganje između kostiju nije toliko čvrsto i omogućava delimično kretanje uzglobu (npr distalna artikulacija tibije i fibule).

## Spoljašnje veze
- Synarthrosis (језик: енглески)

|  | Molimo Vas, obratite pažnju na važno upozorenje u vezi sa temama iz oblasti medicine (zdravlja). |